# Grand Prix de Wallonie 1998
La 39e édition du Grand Prix de Wallonie a eu lieu le 21 mai 1998. Elle a été remportée par l'Allemand Udo Bölts.

## Classement final
Udo Bölts remporte la course en parcourant les 201 kilomètres en 5 h 8 min 35 s à la vitesse moyenne de 39,179 km/h.
| Classement final, | Classement final,   | Classement final, | Classement final,                  | Classement final, |
|                   | Coureur             | Pays              | Équipe                             | Temps             |
| ----------------- | ------------------- | ----------------- | ---------------------------------- | ----------------- |
| 1er               | Udo Bölts           | Allemagne         | Deutsche Telekom-ARD               | en 5 h 8 min 35 s |
| 2e                | Rik Verbrugghe      | Belgique          | Lotto-Mobistar-Isoglass            |                   |
| 3e                | Stéphane Heulot     | France            | La Française des Jeux              | + 5 s             |
| 4e                | Maarten den Bakker  | Pays-Bas          | Rabobank                           |                   |
| 5e                | Cyril Saugrain      | France            | Cofidis                            |                   |
| 6e                | Sébastien Demarbaix | Belgique          | Home Market-Ville de Charleroi-Rdm |                   |
| 7e                | Marty Jemison       | États-Unis        | US Postal Service                  |                   |
| 8e                | Pascal Deramé       | France            | US Postal Service                  |                   |
| 9e                | Kurt Van De Wouwer  | Belgique          | Lotto-Mobistar-Isoglass            |                   |
| 10e               | David Moncoutié     | France            | Cofidis                            |                   |
| modifier          |                     |                   |                                    |                   |